# Färjestaden, Göteborg
Färjestaden är en stadsdel på Hisingen i Göteborg. Stadsdelen ingår tillsammans med hela västra Lundby i primärområdet Sannegården, som ligger i stadsområde Hisingen. Den populära benämningen på stadsdelen är Färjenäs. Stadsdelen gränsar till Eriksberg i öster, Göta älv i söder, Rödjan i väster och Bräcke i norr. Stadsdelen har en areal på 52 hektar.
Här grundlades det första Göteborg av Karl IX i början av 1600-talet med hjälp av holländare. Denna historiska stad kallas idag för Karl IX:s Göteborg. Staden växte snabbt och snart fanns där ett hundratal hus, flera kyrkor och ett rådhus. Men 1611 brändes staden ner av danskarna innan försvarsverk hade byggts upp. 

## Historik

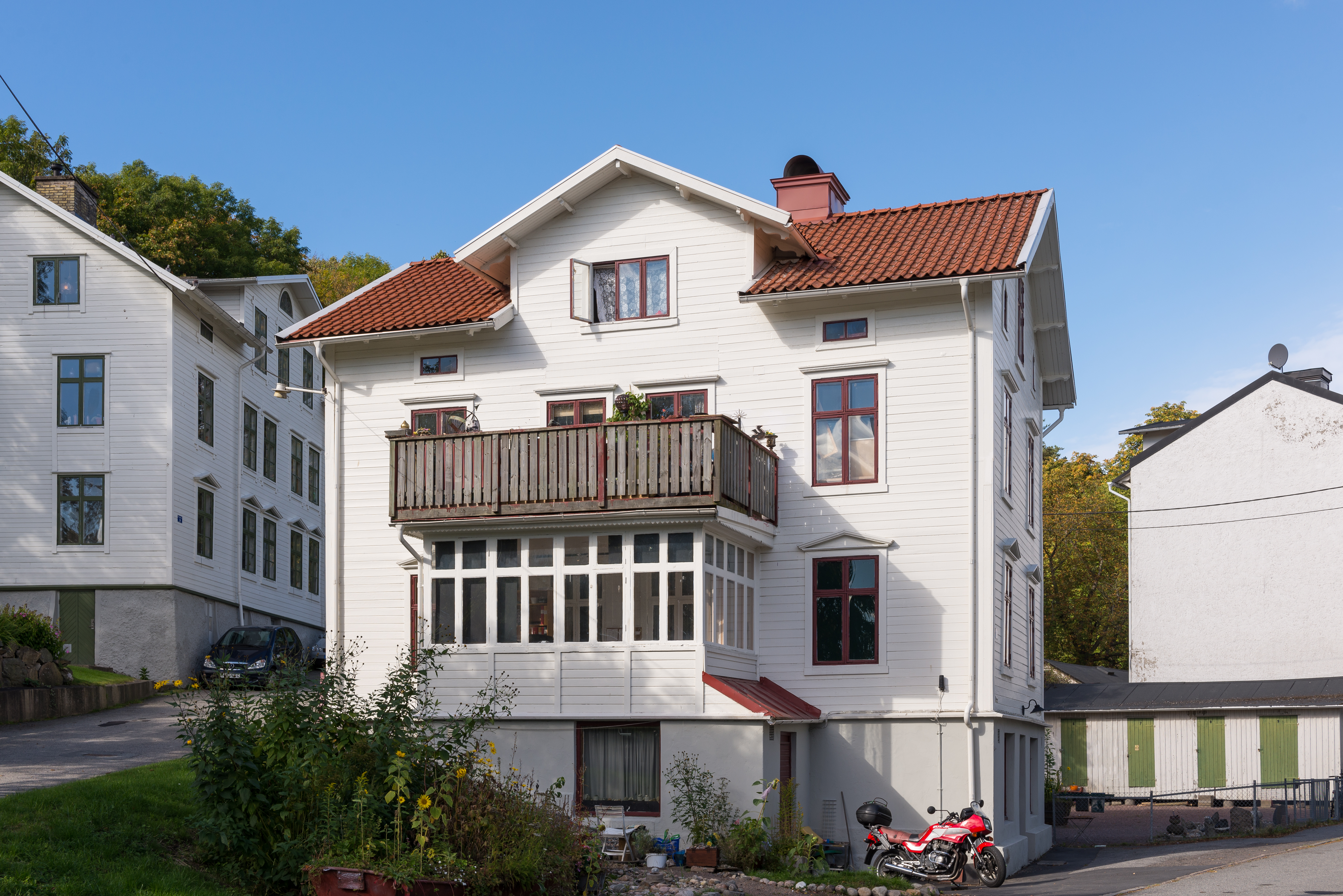
Bevarade byggnader vid korsningen Flemningsgatan/Karl IX:s väg.

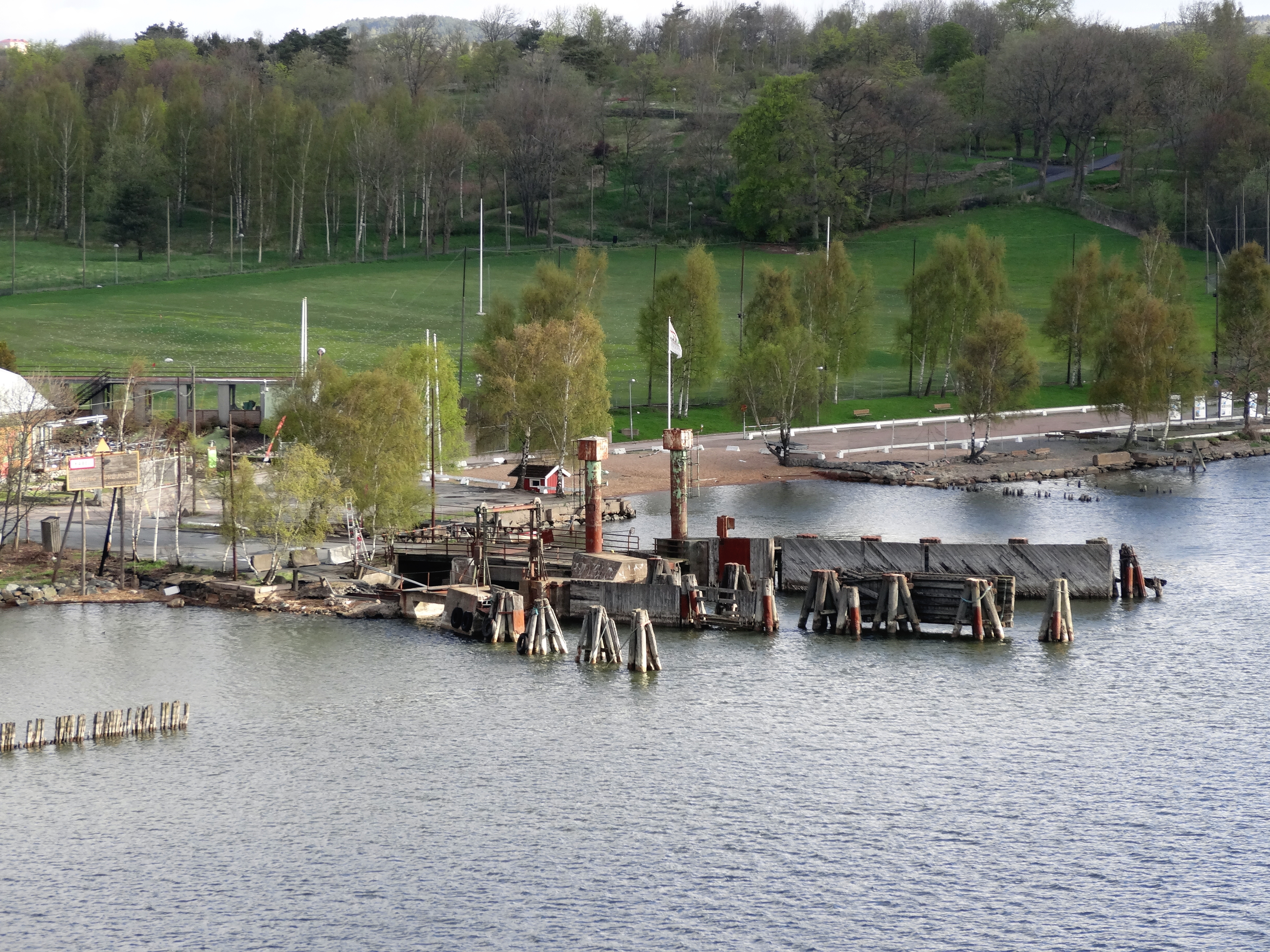
Återstoderna av Färjestadens färjeläge.

### Namnet
Stadsdelen har fått sitt namn från hemmanet Färjestaden (tilläggsplats för färja), omnämnt sedan år 1600. Följande utdrag ur en gammal handling visar "... att enligt kammarkollegii registratur för den 20 november 1632 till en viss Canthor Hällender upplåtits besittningsrätten till Färriestaden wid Elfsborgh såsom ock en half Cronogård för sin boskap i Lundby mot det att han skulle Färrian oppehålla." 
Namnet gällde ursprungligen för den östra delen av området, där Tjuvskårsberget (numera Kvarnberget) sköt ut i älven. Färjan gick från en udde – ett näs – på hisingssidan till Klippan. Skälet till att just denna plats valdes, var sannolikt läget i förhållande till det på fastlandet byggda Älvsborgs slott. Dessa färjor gick ända fram till den 1 april 1967 kl. 09.00, då den sista färjan med namnet "John E. Olson", lade ut. I samband med Älvsborgsbrons öppnande upphörde den reguljära färjetrafiken mellan Färjenäs och Klippan. 

### Färjorna

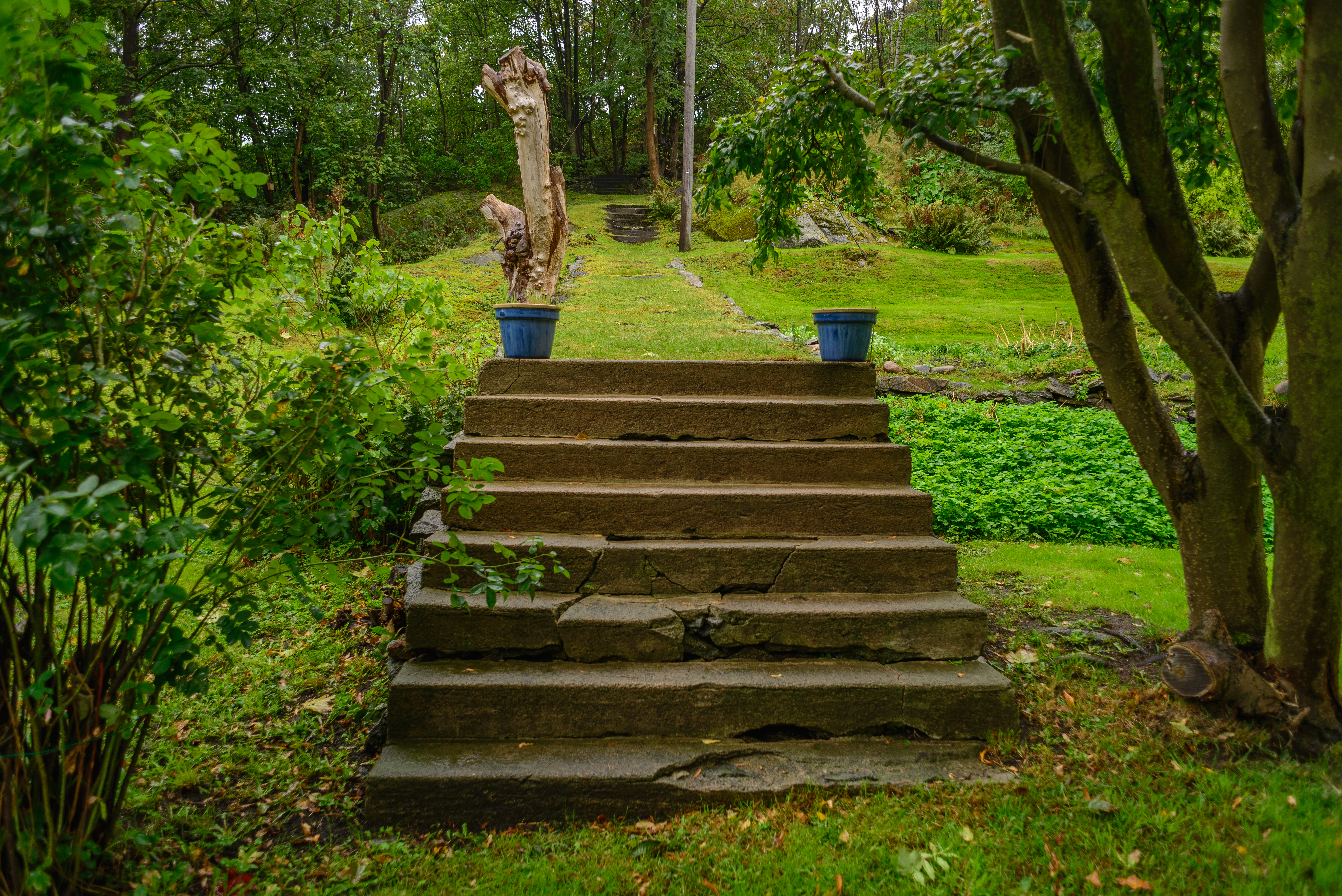
Trappor som ledde upp till nu rivna hus i områdets västra del.

De första färjorna var roddfärjor, vilka senare ersattes av dragfärjor. Först 1874 levererade Eriksbergs Mekaniska Verkstad den så kallade Färjenäsfärjan, en ångslup med en 12 hästars motor, på 25 bruttoton med smeknamnet "Bonnafröjda". Fram till 1893 hette skepparen på Bonnafröjda Adolf Danielsson. Han efterträddes 1893 av Peter Theodor Pettersson som skeppare, verksam fram till 1909. År 1927 såldes Bonnafröjda och en ny färja köptes från Stockholm, den hade fraktat spårvagnar över till Lidingö och var i bruk till 1951, då den betydligt större motorfärjan David Carnegie sattes in.
Den 14 mars 1968 beslöts att färjelägena på den gamla leden Klippan-Färjenäs skulle tas bort, färjan "John E. Olson" byggdes om till containerkran.

### Färjestaden på 1930-talet
Färjestaden var ett litet samhälle för sig. Vid det nuvarande Ivarsbergsmotet fanns det ett ålderdomshem, Färjenässkolan samt en polisstation. Gick man över järnvägsspåret till Vestkustens Petroleum AB fanns det senare en cykelaffär till vänster, sedan en väg in till ett landshövdingehus, Furuborg, en speceriaffär samt Flemingsgatan som gick upp till höger. På vänstra sidan av Karl IX:s väg följde nu Färjenäs Snickerifabriks stora vedupplag, (där det förr i tiden låg ett tegelbruk) på högra sidan ett skogsparti, en stor villa och så var man framme vid samhällets centrum. Först en stor, vacker och mycket rik fruktträdgård och, sammanhörande med den, bakom och ända upp till marken som gränsade till Flemingsgatan, stenmurar som bildade terrasser i olika plan. Högst upp hade ägaren till Barkmans snickerifabrik (senare Färjenäs snickerifabrik) planerat att bygga en restaurang och på den plana marken längst ned vid Karl IX:s väg tycks han av bevarade ritningar att döma ha tänkt sig ett flertal små stugor, kanske som övernattningsmöjligheter. Tyvärr dog han innan detta realiserades, området köptes därefter av köpmannen Svante Gustafssons vuxna barn och fruktträdgården planterades. Marken ovanför fick vara som den var med alla de vackra träden. Tomten bredvid tillhörde Svante Gustafsson, och där kan man ännu se rester av grund och trappor till Villa Dalhem, det hus som han låtit bygga år 1896. Det var ett suterränghus med tre våningar, två stora glasverandor samt en balkong och med entré från båda gatorna. Det är detta sammanlagda område som numera kallas "Kaféhusets trädgård". Här låg också Färjenäs bilstation, på senare tid Taxi, samt en mangelbod och en kortvaruaffär. Bilstationen som startats någon gång på 1920-talet hade två personbilar och en lastbil.
I landshövdingehuset bredvid fanns den mesta tiden en fiskaffär, en postanstalt, ett kafé samt en speceriaffär, Svante Gustafssons efterträdare. I nästa hus fanns Konsumaffären och en mjölkaffär. Detta hus finns också fortfarande kvar. Mittemot ledde Gamlebrunnsgatan österut över Kvarnberget förbi Pölsebo gård och dess ägor mot Krokängsparken och Eriksberg. Här uppe på berget finns fortfarande den gamla kyrkoruinen från Karl IX:s Göteborg kvar. Fortsatte man Karl IX:s väg ned till färjeläget hade man på vänstra sidan först snickerifabrikens tjänstemannavilla, sedan de stora fabriksbyggnaderna ända ned till vattnet samt den höga skorstenen. Här nere vid älven, på högra sidan, hade funnits flera fina småbåtsvarv, på 1930-talet Mobergs varv. Bortanför varvet låg, och ligger ännu, "Stenvillan" som förmodligen var oljebolagets chefsbostad.
Vid färjeläget fanns en kiosk med väntsal, en likadan som vid Klippan på andra sidan älven. En gammal färjestuga fanns också, med förr i tiden ett övernattningsrum som kallades "bonnarummet". På 1930-talet användes stugan som ett tillfälligt boende.

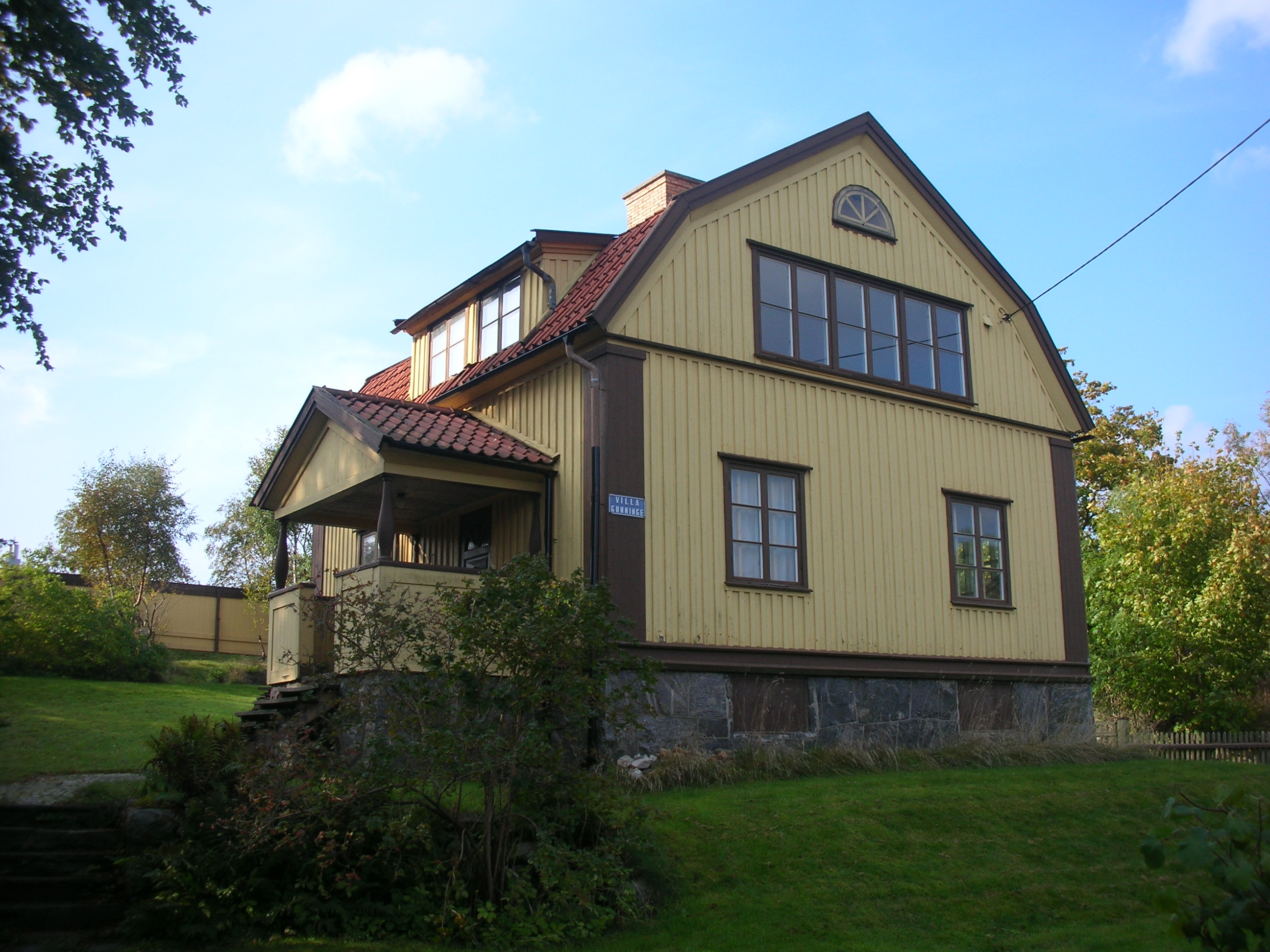
Villa Gunninge, oktober 2015

Om vi nu vill gå tillbaka genom samhället har vi först på vänster sida några villor och sedan, på Flemingsgatan ett stort landshövdingehus med bara bostadslägenheter samt ett par villor och därefter, på gatans högra sida, villor hela vägen tillbaka till Ivarsberg. Nära slutet av Flemingsgatan ligger fortfarande en ensam villa, kallad villa Gunninge, på vänster sida. Den ägdes av konstnären Filip Wahlström. Han var son till sjökapten Axel Wahlström.
På Kvarnberget fanns som förut nämnts flera villor men också på Strömsberget. Bland annat Tornvillan, förr kallad Tannhäusers, därför att en tandläkare Schultzberg ägde den, ett rätt stort hyreshus samt Axel Wahlströms hus, Fjällhyddan, även kallad Åreskutan på grund av att ägaren gjorde affärer med årämnen och mastspiror. Detta hus hade nu sålts till filosofie doktor Philip Lindstedt som också ägde Bassholmen vid Nordströmmarna. I ännu en villa bodde en familj Seeman som senare sålde den till familjen Parrow. Fru Parrow var konstnär och syster till Evert Taube. På andra sidan Strömsberget låg Vestkustens AB:s personalbostäder.
Anmärkningsvärt är kanske att av ovannämnde Svante Gustafssons fem barn stannade fyra kvar på Färjenäs och där bedrev sina verksamheter ända till livets slut. Sönerna Erik och Sven hade bilstationen, dottern Karin, gift Åstedt, hade kortvaruaffären och dottern Rosa, gift Wingård, kioskerna vid färjelägena på båda sidor av älven.

### Senare tid
Uppförandet av Älvsborgsbron ledde till att många bostadshus revs, och i östra delen evakuerades alla hus inför en planerad utbyggnad av Eriksbergs varv. Husen stod tomma efter varvsnedläggningen, varpå de ockuperades av så kallade husnallar under stor publicitet på 1990-talet, och därefter revs de. Numera finns bara ett tiotal hus kvar, varav de flesta ägs av kommunen. De kan komma att rivas som ett led i kommunens projekt för Norra Älvstranden.
Det pågår en upprustning av området och man håller på att göra park av merparten av området i samband med utbyggnad av Västra Eriksberg. Gamla husgrunder och kyrkogrunden från 1600-talets stad ska då bevaras.

## Bilder

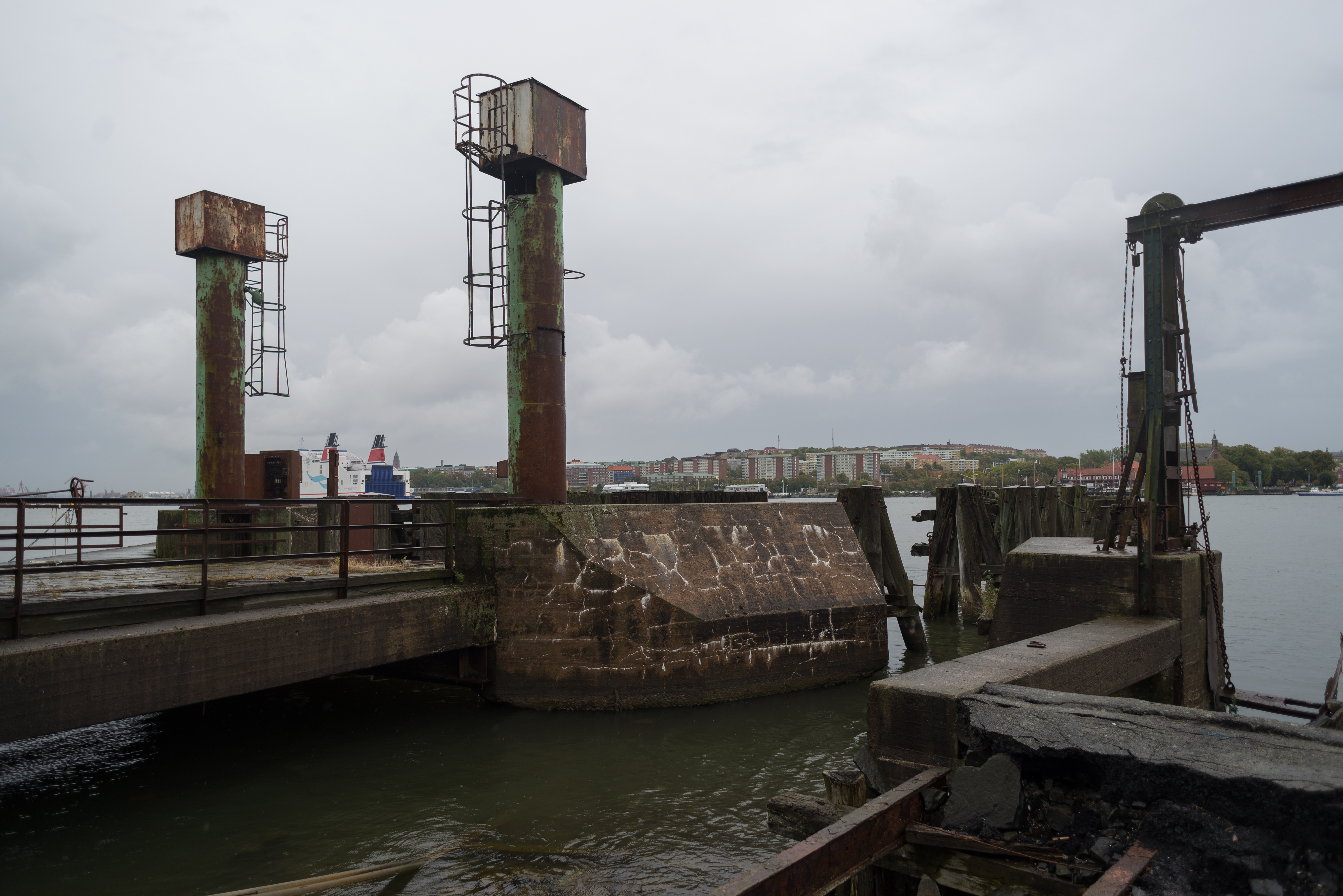
Det tidigare färjeläget.
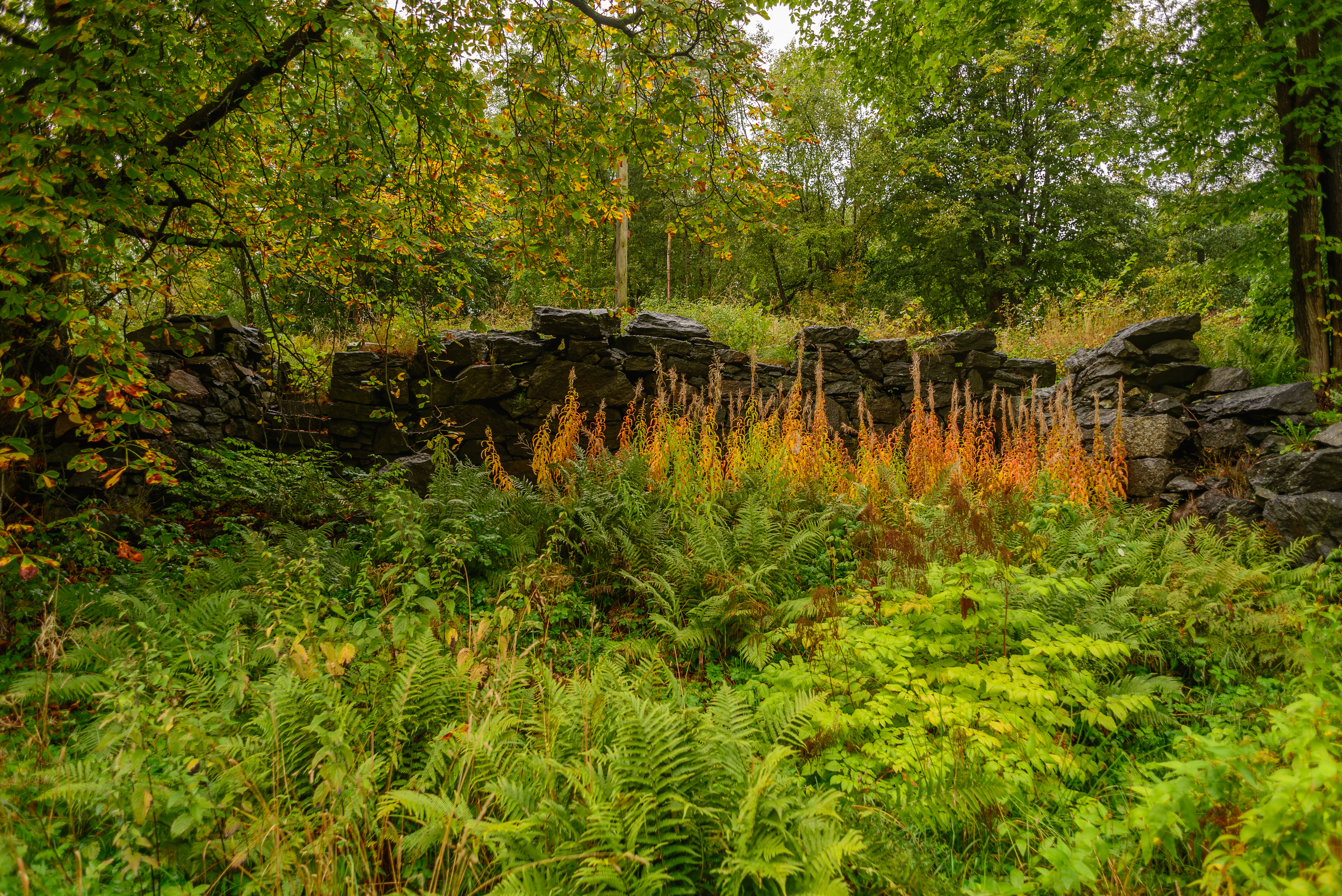
Husgrunder i den västra delen av området.
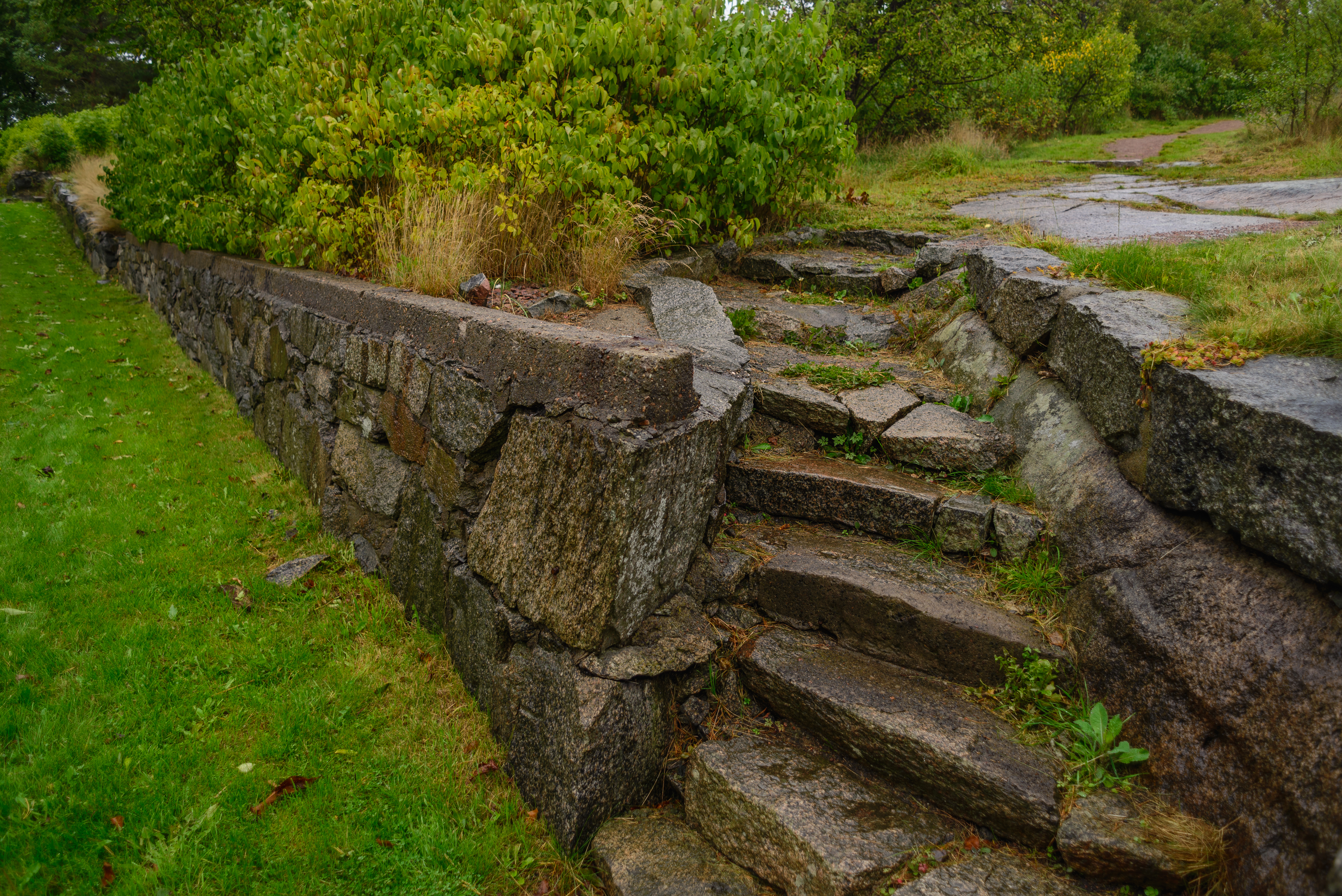
Rester av gamla hus i Färjenäsparken i områdets östra del.